# 마남모투섬
마남(Manam), 현지 명칭인 마남모투(Manam Motu) 섬은 비스마르크해에 있는 화산섬이다. 파푸아뉴기니 본섬의 보기아구 동북해안에 있는 야와르 마을과 마남모투섬 사이에 스테판 해협이 있다. 섬의 폭은 약 10 km이며, 마남 화산의 활동으로 생성되었고 이 화산은 파푸아뉴기니에서 가장 활동이 왕성한 화산이다. 2004년 분화로 주민들이 대피해 파푸아뉴기니 타 지역에 정착했지만, 미래 화산 활동의 우려에도 섬 주민 대부분은 본섬으로 돌아왔다.

## 지질
마남 화산은 현무암-안산암계 성층 화산으로 매우 대칭적인 하측면의 4개 계곡이 있는데 산사태나 정상에서 쏟아져 내려오는 화산쇄설류가 계곡 흐름을 타고 내려갈 수 있는 모양이라 지역 주민들은 "산사태 계곡"이라고 부른다. 이 하층부 계곡은 화산 분화시 가장 위험한 지역이며, 섬에 살고 있는 사람들은 화산 활동이 활발해질 시 가장 먼저 이 계곡 지역에서 대피한다. 마남모투섬은 1616년 7월 6일 첫 분화를 시작했다.

## 분화와 위험성
2004년 11월 VEI 4급의 대규모 분화로 섬 주민 9천명이 긴급 대피하였다. 화산 폭발 자체는 10월 24일 시작했지만 화산재와 잔해가 주민 거주지역으로 불기 전까지는 위협적인 분화로 측정되지 않았다. 12월 11일에는 화산 활동이 줄어들어 위험성이 격하되었다. 분화로 총 16개 마을 9,600명의 주민이 피해를 입었으며, 총 5명이 사망하였다.
2014년 9월 이후부터 간간히 분화 활동이 계속 이어지는 활화산이다. 2022년 3월 8일에는 마남 화산이 대규모로 분화하였다. 다윈 화산재 경보센터(VAAC)에 따르면 화산재가 약 15 km 상공까지 분출하였다.

## 같이 보기
- 파푸아뉴기니의 화산 목록